# Имање Визић
Имање Визић се налази крај Бегеча, недалеко од Новог Сада. Имање се налази под заштитом државе и представља културно добро од великог значаја.

## Историја
Имање се први пут помиње од године 1408. и то као део футошког властелинства. Имање прелази у влашниство грофовске породице Котек од 1805. до 1925. године, а од 1925. године, се налази у власништву породице Ковачевић.
Главна зграда имања је саграђена у периоду од 1901–1902. године, према пројекту будимпештанског архитекте Ђуле Комора. Главна зграда имања је подигнута на месту куће уцртане на плану из 1779. године. Имање поседује разноврсне и вредне збирке, као што су: збирка уметничких слика из XVIII и XIX века, збирка графика, бакрореза и литографија, са повељама, богата библиотека са око 15.000 књига, збирка архивалија од 130 фасцикли разнородне грађе, збирка периодике, дипломама и плановима из XVIII и XIX века, збирка декоративних и употребних предмета од порцелана, метала и стакла, збирка употребних предмета за домаћинство као и збирка пољопривредних и занатских алатки.

## Изглед објекта
У склопу имања се налазе главна зграда са покретним инвентаром, економски објекти и пространо двориште.

## Реконструкције
Радови на реконструкцији објекта вршени су у више наврата: 
- У периоду од 1991–1992 године.
- Године 1996.
- Године 1998.
- Године 2005.[2]